# Ônibus biarticulado

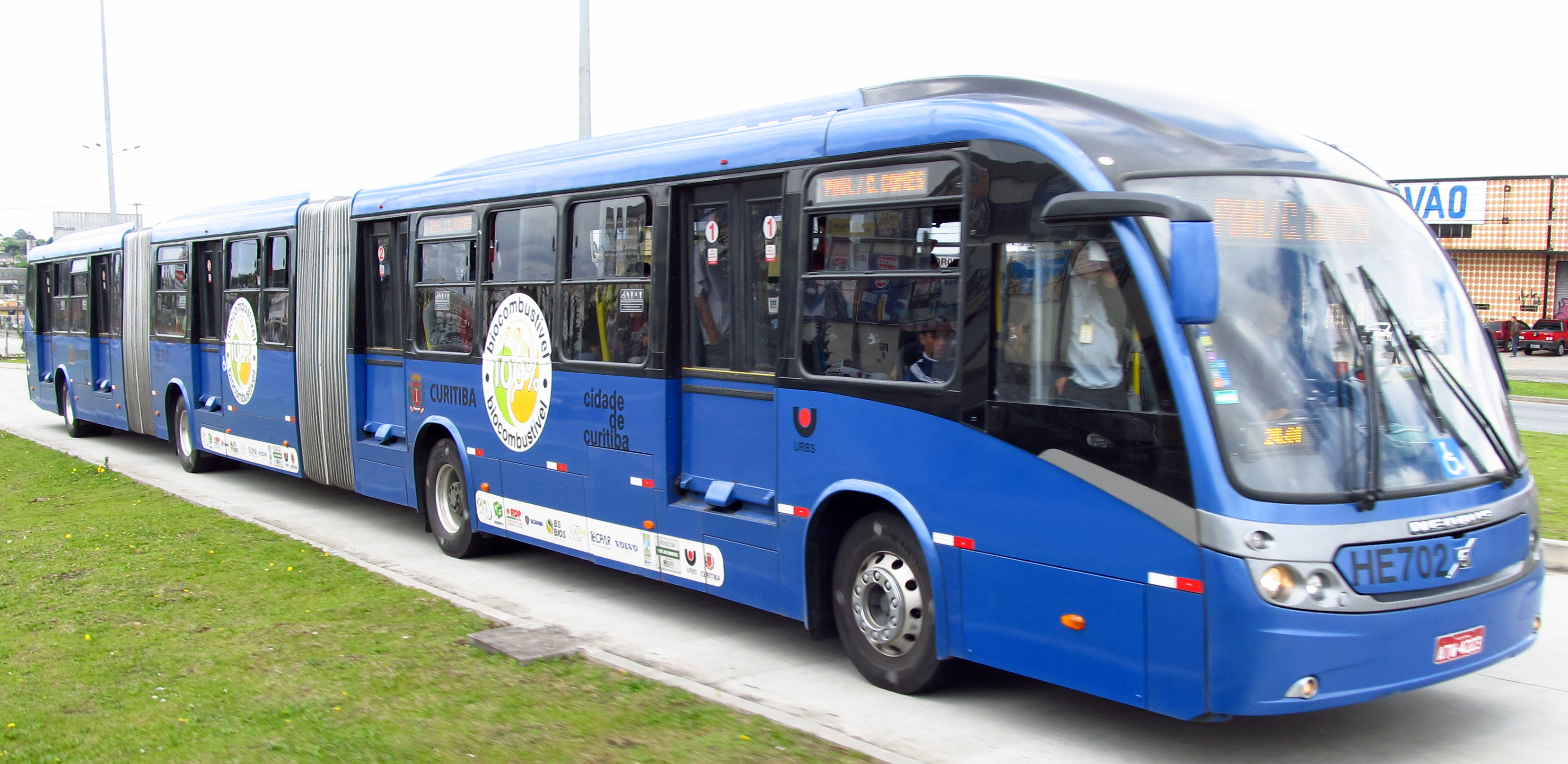
Neobus Mega BRT/Volvo B12M biarticulado de Curitiba funcionando com 100% de biocombustível. Com 28 metros, é um dos ônibus mais longos do mundo. As portas são de rápido acesso de passageiros.

Ônibus biarticulados são versões de ônibus articulados sobre pneus que possuem duas articulações. Entretanto, pelo fato da cortina sanfonada ser a parte visível aos passageiros (ao invés da articulação) ele é apelidado de ônibus com duas sanfonas.

## Fabricantes no mundo
Atualmente existem poucas fabricantes de ônibus biarticulados porque a demanda por estes modelos é muito pequena.
Nos últimos tempos a líder absoluta, impulsionada pelo mercado latino-americano, é a montadora sueca Volvo, que desde 1991 fabrica chassis com motores horizontais montados centralmente entre os 1º e 2º eixos (Volvo B58E, B10MA, B12MA, B12MTX e B340M). Entretanto em 2003 a empresa lançou o chassi B9S encarroçado pela Säffle (cujo conjunto foi batizado de Volvo 7500) destinado ao mercado europeu onde o motor era vertical e montado lateralmente à esquerda entre os primeiros eixos, permitindo o piso baixo total em toda a extensão do ônibus. Porém, em 2009 o modelo sofreu algumas modificações (como a substituição do quarto eixo direcional por um rodado duplo) e foi lançado no mercado latino americano como B9Salf e posteriormente como B360S. Já na Europa o modelo não seria  mais encarroçado pela Säffle e sim pela própria Volvo sendo comercializado como 8900. A fabricante sueca fabrica também um monobloco com a mecânica do B12M para o mercado mexicano batizado de Volvo 7300.
A segunda colocada é a belga Van Hool, que fabrica biarticulados com piso baixo total desde 1993, voltados para o mercado europeu. O modelo vendido comercialmente como Agg300 possui mecânica semelhante ao do Volvo B360S, embora os vendidos entre 1993 e 2000 tenham radiador lateral. Outro modelo comercializado é o atual Exquicity 24 que pode ser híbrido, convencional, trólebus ou com propulsores e carrocerias personalizadas.
Outras fabricantes com vendas menos relevantes são a Hess, VDL e Neoplan.
A suíça Hess fabrica trólebus biarticulados ‘low floor’ desde o início dos anos 2000 batizados como Swiss Trolley (posteriormente como Lightram). Em 2011 a empresa lançou o híbrido seriado diesel-elétrico Lightram Hybrid com piso baixo.
Já a holandesa VDL vende os modernos Phileas - híbridos seriados diesel-elétrico que podem ser guiados magneticamente - embora devido as restrições europeias para este tipo de veículo, os novos modelos não tenham este recurso.
Por último temos a chinesa Jiangsu Neoplan que vende o modelo com piso baixo total nomeado como JNP6250G. A sua mecânica é semelhante à dos modelos Volvo B9S e Van Hool Agg300.
E em 2015, a Scania lançou o chassi F360HA, de motor dianteiro e piso alto. É encarroçado nos chassis CAIO Millennium BRT e Neobus Mega BRT e é testado em Curitiba. Também foi exportado para o México e Colômbia.

## Vantagens e desvantagens

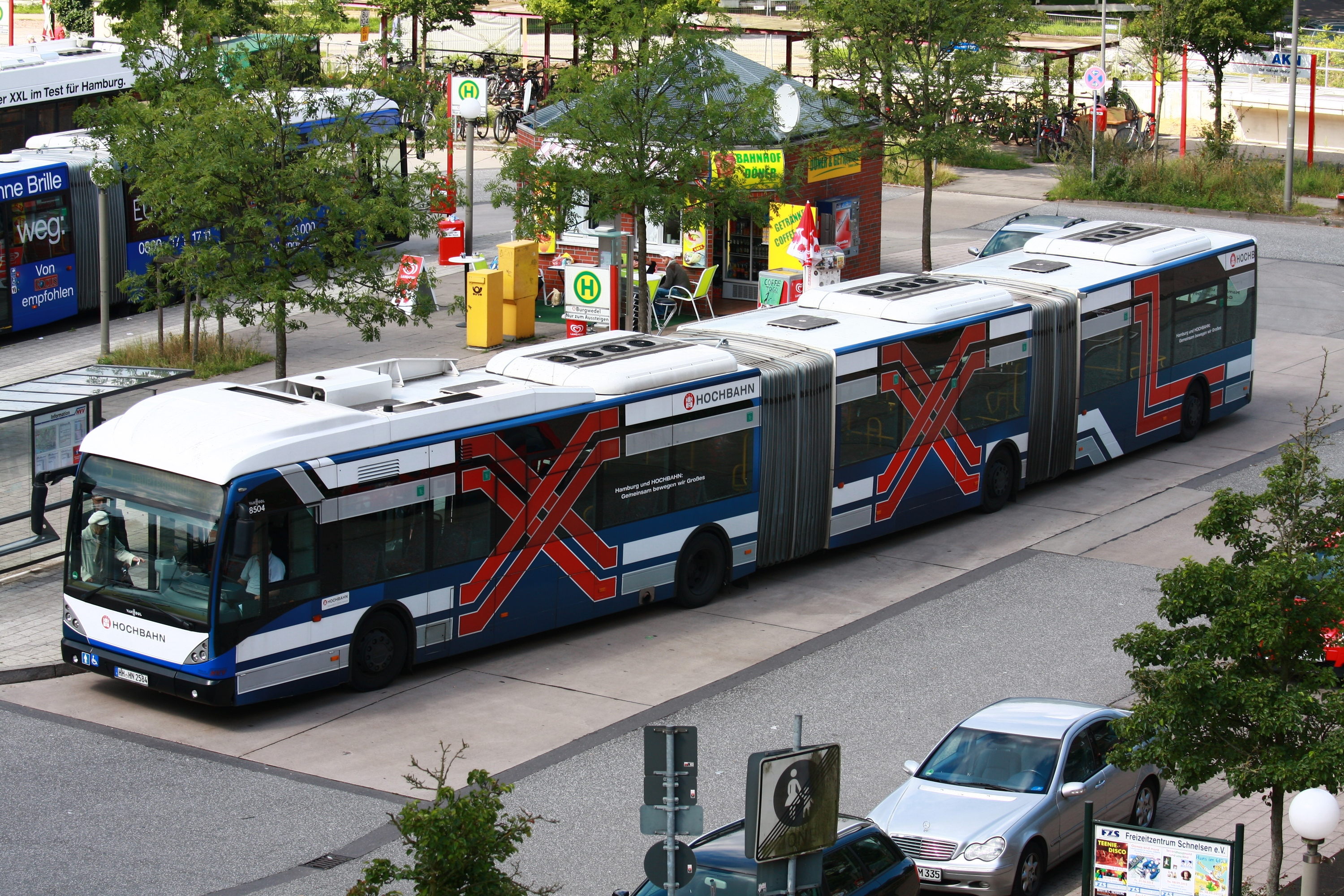
Ônibus bi-articulado (Hamburgo).

A grande vantagem do ônibus biarticulado é que o seu comprimento varia entre 24 e 28 metros (embora tenhamos o Giron 293 de 22,5m e o Tram Extragrand de 30m) o que garante uma capacidade de transportar mais que o dobro de passageiros em relação aos ônibus convencionais de 11 metros (até 290 no Extragrand). Esta alta capacidade garante menores custos por passageiro transportado.
Entretanto, um ônibus com essas proporções avantajadas exige custos consideráveis para sua manutenção e o fornecimento de uma infraestrutura que garanta a sua manobrabilidade durante o seu percurso. Por isso a sua implementação exige estudos elaborados para que o biarticulado não seja usado de forma leviana, pois em horários com poucos passageiros a sua vantagem se transformaria em desperdício de combustível, por exemplo.
Dessa forma a maioria dos ônibus biarticulados existentes no mundo atuam em linhas troncais que abastecem as ‘alimentadoras’ com os seus ônibus menores. Esse sistema chamado de  BRT (Bus Rapid Transit) possui, em boa parte, corredores exclusivos para ônibus com grandes proporções e uma ‘estação-mãe’ responsável pela distribuição dos passageiros. Por exigirem grandes intervenções nos locais de implementação, os biarticulados são mais populares na América Latina, já que na Europa tem-se o problema dos prédios históricos que não podem ser demolidos.
Outra desvantagem para a popularização dos biarticulados é que na maioria dos locais que clamariam pela sua utilização, as autoridades de transporte já optam por veículos elétricos sobre trilhos que podem transportar até mais passageiros do que os biarticulados, como metrôs e bondes.

## História

### Os primeiros modelos (1981- 1990)
A ideia de um ônibus utilizar mais de duas composições surgiu com o engenheiro sueco Gunnar Mården em 1947, quando um protótipo da Scania-Vabis foi testado para puxar 3 trailers. Entretanto o primeiro veículo com duas articulações e intercomunicação protegida por cortinas sanfonadas, foi apresentado na Exposição de Hanover (Alemanha) em 1981.
O modelo, batizado de Mercedes O305GG, tratava-se de um bidirecional preparado para andar em pistas com guias laterais. Ele possuía 4 eixos (dois na primeira e dois na segunda composição) e dois motores elétricos e portas em ambos os lados. O fato de ser bidirecional, somado a forma da distribuição das portas e a ausência do volante, deixaram o O305GG com aparência de um ‘bonde sobre rodas’ e ironicamente o modelo não poderia rodar fora da guia com trilhos. Por este motivo após um ano de testes o mesmo seria abandonado.
Foi então que em 1982 a MAN AG, outra fabricante alemã, apresentou de fato um ônibus biarticulado. Entretanto a sua mecânica era diferente dos modelos a diesel atuais porque ele tinha o motor horizontal montado na última composição e a tração era do tipo 8x4 no segundo e terceiro eixos respectivamente, sendo esta possível devido as junções homocinéticas no eixo de transmissão.
Com 24 metros de comprimento o MAN Sgg280H tinha 73 lugares e 4 portas pois a sua utilização seria em linhas comuns cujo percurso permitisse uma boa manobrabilidade. Após alguns testes, inclusive como ônibus guiado, ele seria abandonado em 1984 em um ferro velho.
Em 1983 uma fabricante chinesa lançou um modelo biarticulado para utilização na cidade de Shenyang sendo o mesmo com 22,5 metros de comprimento e motor montado no balanço dianteiro. Após alguns testes ele foi lançado em uma linha regular da cidade rodando por 2 anos. Porém a falta de manobrabilidade foi um dos principais motivos para a sua retirada em 1986, mas antes, em 1984, a fabricante Jieke Ka Lu Sha  lançaria o modelo 8731 com linhas mais retas, modernas além de ter 24 metros de comprimento. Assim Shenyang foi a primeira cidade do mundo a ter dois biarticulados regulares em sua frota de ônibus.
Outra empresa a investir em biarticulados foi a Heuliez em parceria com Renault que em 1986 desenvolveu o GX237, mais tarde batizado como Megabus. Esse modelo tinha motor Mack de 6 cilindros, 11 litros e 280 cv montado verticalmente na última composição e, curiosamente, a sua tração era do tipo 8x6 para evitar o efeito canivete (muito comum em ônibus com tração antes da articulação). Após 3 anos de testes, a cidade de Bordeaux (França) encomendou, em 1989, 10 unidades que funcionariam em linhas regulares. Logo Bordeaux se firmou como a primeira cidade com a maior frota de biarticulados do mundo e consequentemente a Renault, a maior fabricante.
Mas em 1988 alguns engenheiros da Ikarus resolveram se aventurar em uma mecânica mais simples que dos seus ‘amigos europeus’ e lançaram o protótipo 293. O Ikarus 293 foi o menor dos modelos biarticulados (apenas 22,5 metros de comprimento) mas apresentou uma mecânica simplificada, que mais tarde seria a padrão para a maioria dos biarticulados: o motor entre os 1º e 2º eixos respectivamente. No caso do modelo húngaro o motor Ràba/MAN foi montado horizontalmente e centralmente entre eixos, preservando a mecânica dos Ikarus 260.
Após alguns testes ficou constatado que o modelo tinha um motor fraco demais e em 1992 ele foi vendido para Teerã (Irã), porém com algumas mudanças na carroceria e substituição do motor Ràba/MAN por um MAN turbo cooler mais potente. Outra curiosidade sobre o modelo é que ele chegou a ser fabricado em Cuba (1990) sob o nome de Giron 293.

### Atuais (1991 - presente)

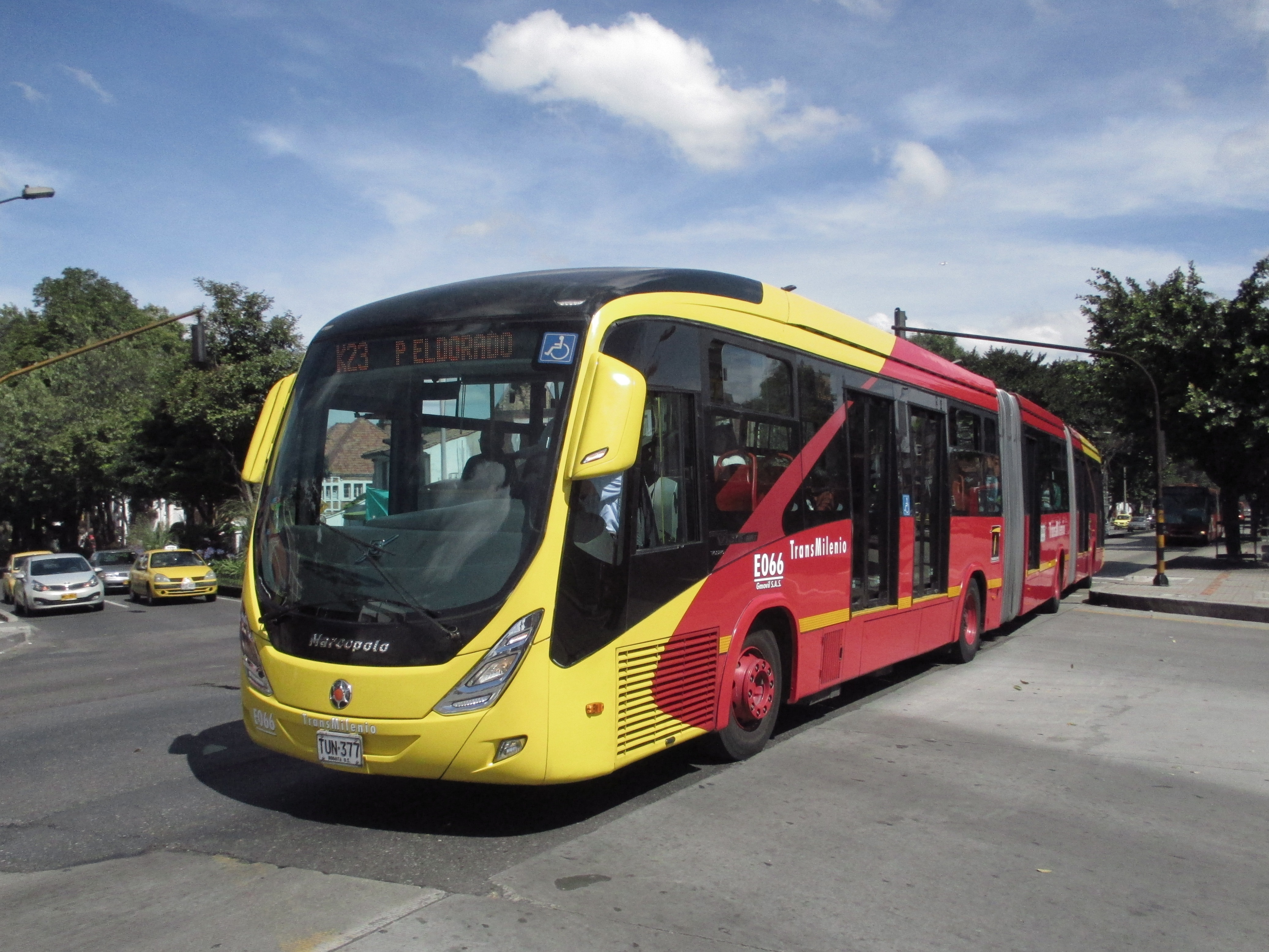
Modelo do ônibus biarticulado Marcopolo Viale BRT do Transmilenio em Bogotá, Colômbia

Em 1991 a Volvo Latin American lançou o chassi B58E na cidade de Curitiba (Brasil) destinado à modelos biarticulados. Ao contrários dos biarticulados monoblocos dos outros países, a Volvo fornecia apenas o chassi e deste modo o primeiro modelo foi encarroçado pela fabricante Ciferal (bodywork).
A mecânica do B58E era semelhante ao do Ikarus 293, embora houvesse mais recursos tecnológicos relacionados à segurança de condução e manobreabilidade em relação ao modelo húngaro.
Após alguns testes, a Volvo forneceu 23 chassis para serem encarroçados pelas fabricantes de carrocerias Marcopolo e Ciferal, tornando então a maior fabricante de biarticulados do mundo (posição que sustenta até os dias de hoje). Essas 23 unidades seriam utilizadas em linhas troncais da cidade de Curitiba e por esta razão muitos começaram a especular erroneamente que os técnicos de transporte da cidade é que haviam inventado o ônibus biarticulado.
Já em 1993 a belga Van Hool lançou o moderno Agg300 de 25 metros com piso baixo total em toda a sua extensão. Na época foi utilizado um motor DAF turbo de 290cv sendo este montado lateralmente entre eixos. Entretanto não houve muito entusiasmo da clientela europeia e o ônibus de demonstração foi vendido à cidade de Luanda, Angola.
Outra venda considerável de biarticulados ocorreu em 1995 na cidade Curitiba onde a Volvo forneceu 66 chassis para serem encarroçados pela Marcopolo. A moderna carroceria Torino GV/LS se tornou o ícone dos biarticulados da cidade além de ser citada nas principais mídias automotivas do mundo. Curiosamente um exemplar chegou a ser exibido em uma exposição em Gotemburgo, Suécia.
Em 2003 a Hess testou o seu primeiro trólebus biarticulado (piso alto) em parceria com a NAW. Mais tarde ela lançou o Swiss Trolley biarticulado com uma mecânica moderna e simplificada projetada pela Skoda. No caso do ‘Swiss’, o motor elétrico é montado lateralmente à esquerda antes do terceiro eixo, privilegiando o espaço interno nas outras composições. Infelizmente o número de vendas não é informado mas especula-se que seriam 10 unidades até 2010 - todas distribuídas pela Suíça.
Outra empresa a se aventurar nesse mercado foi a holandesa VDL com o lançamento da moderna linha Phileas em 2000 embora o protótipo tenha sido ‘maquetizado’ em 1998. No início os modelos eram articulados, até que surgiu a ideia de projetarem biarticulados afim de serem alternativos aos bondes.
O Phileas 25 consiste em um veículo com ‘cockpit’ central e eixo dianteiro sob ele. A sua propulsão é híbrida parelela diesel-elétrica ou gás-elétrica. Ele não possui ‘rodado duplo’ e todas as suas rodas esterçam facilitando a sua manobrabilidade em locais estreitos. Outra vantagem é que à opção do cliente o modelo pode ser guiado magneticamente através de marcas para leitura magnética em um percurso pré-definido. Porém (ironicamente) até o momento, a China é que possui a maior frota de biarticulados Phileas (15 unidades).
Embora sejam pioneiros em projetos para biarticulados, os chineses só voltariam a lançar protótipos em 2005. Em 2007 a Yutong lançou o protótipo ZK6251G para ser testado em Huanei (China). Com piso baixo e mecânica semelhante ao do Volvo B360S, o ZK6251G foi um ônibus com 25 metros de comprimento cuja proposta da carroceria lembrava à dos Caio Top Bus, embora o radiador fosse lateral. Já a Jiangsu Neoplan realizou alguns testes em Beijing (China) com o seu modelo JNP6250G e com a aprovação das autoridades chinesas ele passou vendido pela fabricante, em 2007. Na época houve tantas especulações acerca desse modelo que, em algumas reportagens, ele era citado como o maior do mundo ‘com 30 metros de comprimento’. O mesmo também tem a mesma mecânica do Volvo B360S.
Outra surpresa foi o lançamento do chassi HB3BT/390 pela MAN South Africa. Ao contrário dos modelos contemporâneos, o chassi é destinado à linhas interurbanas e por isso possui motor vertical montado no balanço dianteiro. Encarroçado com a carroceria MAN Lion’s Explorer, o modelo possui 115 lugares e o motor a diesel mais potente do mercado de biarticulados: 390 Cv. Outras peculiaridades é o piso alto de 1,3 metros e o câmbio automatizado - ambos destoam até dos projetos mais ‘simples’ da Volvo.
Além dos modelos citados acima ainda temos os modelos Van Hool Exquicity e o Tram Extra Grand.
O Exquicity 24 foi lançado em 2012, pela Van Hool e tem propostas semelhantes ao Phileas, embora com mecânica bem diferente e a aparência de um VLP (Veículo Leve Sobre Pneus). Atualmente existem 10 modelos encomendados para o BRT de Metz (França).
Recentemente também tivemos o low entry Tram Extragrand com 30 metros de comprimento. Este modelo alemão possui 5 eixos (sendo quatro direcionais) e propulsão híbrida seriada diesel-elétrica. Para auxiliar esse ‘monstro sobre rodas’ o projeto conta ainda com um sistema híbrido simplificado caso o sistema principal falhe. Entretanto por ser um protótipo, o posto de ônibus homologado mais longo do mundo pertence ao chassi Volvo B340M, com 28 metros de comprimento.
Outra notícia que teve muita especulação foi o protótipo da chinesa Bonluck destinado a competir com líder absoluto de vendas Volvo B340M. Embora atenda todos os requisitos básicos do B340M, o modelo chinês utiliza mecânica semelhante ao do B360S e aposta em um motor chinês compacto de 9 litros e 360 cv. Contudo não há informações quanto ao seu destino.